# 戸田用水
戸田用水（とだようすい）は、埼玉県川口市などを流れる用水路。

## 概要
灌漑用水として人工的に開削された。川口市芝西の芝中学校付近で見沼代用水西縁から取水し、南下する。芝樋ノ爪付近では遊歩道として整備されている。それより下流は暗渠化されている部分が多い。下戸田方面に流れていくことから戸田用水と名付けられた。